# Palazzo Boilleau
Il Palazzo Boilleau, o Boileau, anche noto come Palazzo dello Stellino o Palazzo Sanminiatelli, è un edificio storico del centro di Pisa, situato nel quartiere Santa Maria, sede didattica del Dipartimento di Filologia, Letteratura e Linguistica dell'Università di Pisa.
Il palazzo fu edificato alla fine del XVI secolo per volere di Carlo Antonio Dal Pozzo, consigliere del granduca Ferdinando I de' Medici e arcivescovo di Pisa. Il progetto venne affidato da Giuseppe Bocca, vicario dell'arcivescovo, all'architetto Raffaello Zanobi di Pagno e prevedeva la realizzazione di una serie di edifici lungo la strada che collegava via Santa Maria con Piazza dei Cavalieri.

## Storia

### Il rinnovamento edilizio a Pisa del XVI secolo

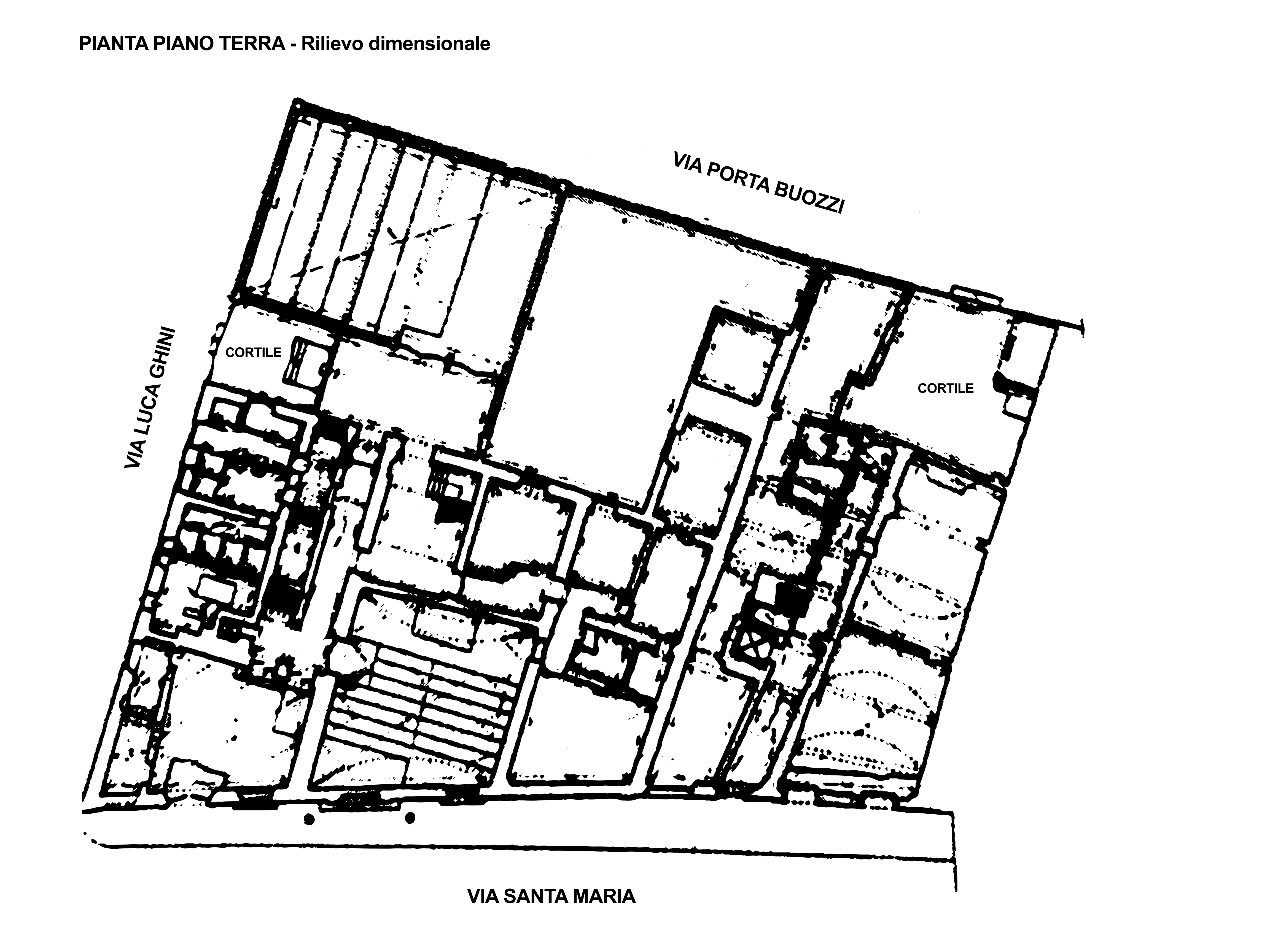
Pianta del progetto originale di Palazzo Boilleau

Negli ultimi anni del XVI secolo Pisa subì diversi interventi edilizi che ne cambiarono la conformazione urbana, in un processo iniziato dalla famiglia de’ Medici nel XV secolo. In pochi anni molte case-torri medievali delle vie principali della città furono demolite e al loro posto vennero edificati nuovi palazzi signorili con uno stile architettonico di provenienza fiorentina. L'opera di trasformazione in città rinascimentale era stata iniziata da Cosimo il Vecchio e Lorenzo de' Medici, ma fu Cosimo I a investire pesantemente nella riqualificazione del territorio urbano pisano. Verso la fine del secolo il granduca Ferdinando I de' Medici, seguendo le orme di quanto fatto dai suoi predecessori, finanziò molte opere edilizie a Pisa tra cui Palazzo Boilleau.
In quest'ottica di rinnovamento il palazzo fu costruito in un'area precedentemente occupata da un'osteria nota come "Hosteria dello Stellino": da qui deriva la denominazione antica di Palazzo dello Stellino. Il palazzo divenne residenza dell'Operaio dell'Opera del Duomo Papponi.
(Ferdinando I, Lettera privata, (1593).)
Una lettera del 16 dicembre 1595 dell'arcivescovo Carlo Antonio Dal Pozzo conferma che la realizzazione di Palazzo Boilleau fu commissionata a Raffaello Zanobi di Pagno. 
I lavori iniziarono intorno al 1590 e terminarono negli anni successivi, una perizia scritta dimostra che nel 1590 il cantiere era già attivo e che furono incaricati dei lavori lo scalpellino Piermaria di Giovanbattista Francesco Ciottoli e il fabbro Matteo Perrotti, mentre nel 1595 erano sicuramente terminati i lavori sulla struttura principale, poiché un’altra perizia rivela che all'intagliatore Giovanni di Gismondo Gargiolli e allo scalpellino Francesco Niccolò Barbinelli fu assegnato il lavoro sugli elementi lapidei della facciata principale del palazzo.
(Carlo Antonio Dal Pozzo, Lettera a Orazio Roncioni, (1897).)

### Il Settecento e i Sanminiatelli
Nel XVII secolo la famiglia Seghieri, originaria di Montecarlo in Val di Nievole, si trasferì a Pisa. Nel corso del secolo la famiglia acquisì notorietà e grazie a diversi matrimoni con la nobiltà pisana riuscì a entrare nella cerchia delle famiglie più illustri della città. La notorietà raggiunta permise ai Seghieri di prendere come abitazione Palazzo Boilleau. In seguito la storia dei Seghieri si intrecciò con un'altra prestigiosa famiglia della città, quella dei Sanminiatelli, di cui facevano parte personaggi di spicco della società di allora, tra cui un omonimo antenato di Bino Sanminiatelli. Nel 1792 Francesco Sanminiatelli, dopo essere stato investito del baliato di Modigliana, sposò Luisa del cavalier Simone Seghieri Bizzarri. Nel XVIII secolo, dunque, la proprietà di Palazzo Boilleau passò per ereditarietà ai Sanminiatelli: da qui deriva la denominazione Palazzo Sanminiatelli.

### Il barone Boilleau e l'attuale denominazione
Nella prima metà dell’Ottocento la proprietà del palazzo passò ai Boilleau, una famiglia di Pisa di origine francese. Non è certo chi fu il Boilleau che acquisì la proprietà del palazzo: probabilmente un barone Boilleau de Castelnau, che si dedicò anche a molte opere di beneficenza. L’unica testimonianza di quanto fatto da Boilleau è incisa su una lapide della chiesa di San Rocco, in piazza dei Cavalieri.

## Descrizione

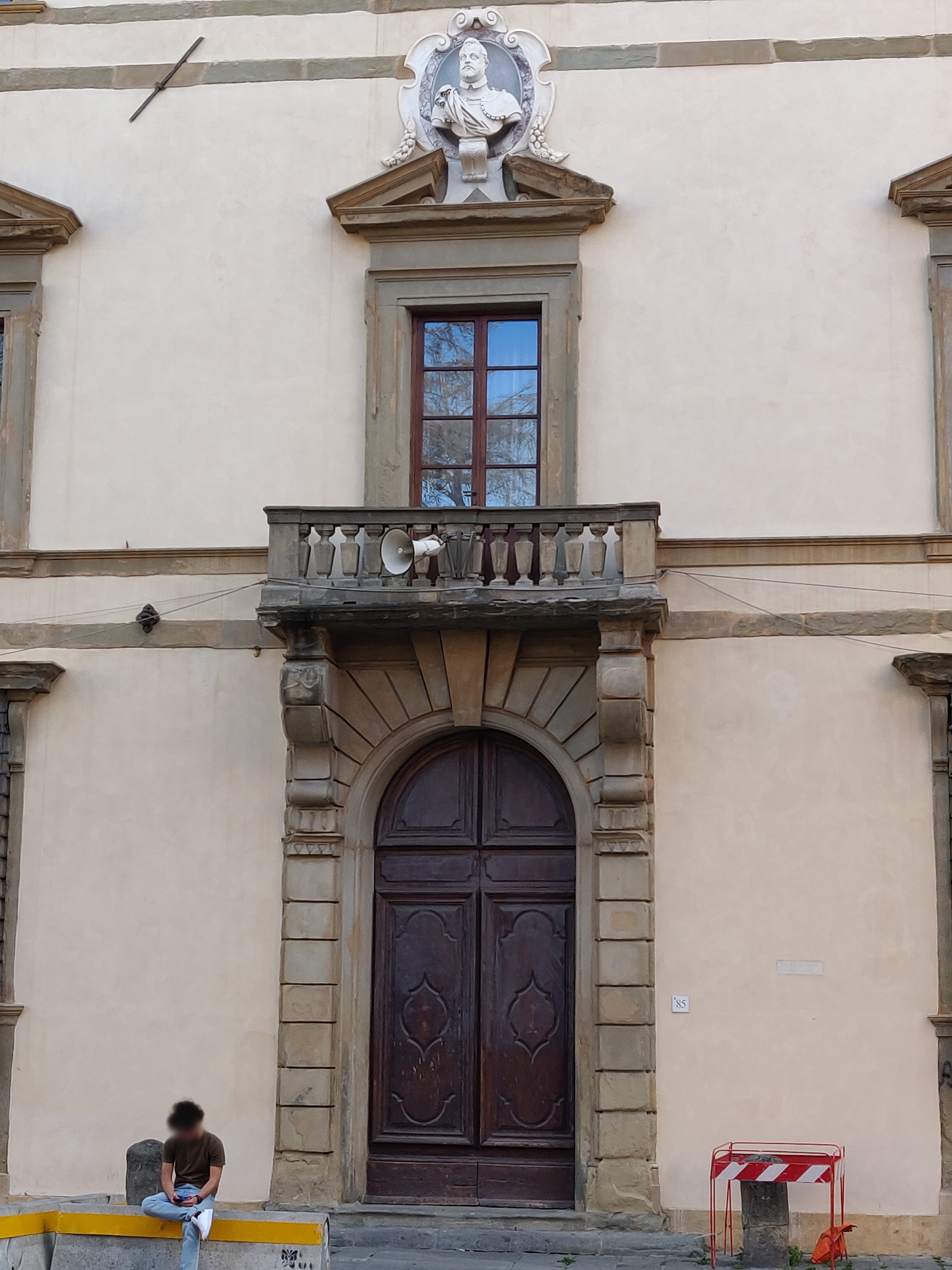
Dettaglio dell'impianto centrale

Il palazzo si presenta con una grande facciata a tre piani, suddivisa in modo regolare dalle finestre e dall'impianto centrale formato dal portone principale, dal balcone e dal busto marmoreo di Ferdinando I. Avendo sette campate, si differenzia dalle tipiche residenze nobiliari pisane, che ne presentano cinque. L’architetto Raffaello Zanobi di Pagno era originario di Fiesole e infatti per la realizzazione delle membrature del fronte venne utilizzata pietra serena fiesolana. La facciata principale venne realizzata a intonaco, in entrambi gli angoli viene delimitata dal bugnato che termina all'altezza del terzo piano ed è in alto chiusa da un aggetto di gronda con cornice.

Al piano terra sono presenti due finestre inginocchiate che affiancano le due porte d'ingresso laterali, al secondo piano le finestre sono a edicola con timpani triangolari, mentre al terzo piano sono presenti semplici finestre architravate.
Dopo la seconda guerra mondiale il palazzo subì una ristrutturazione interna, al fine di adeguare la struttura alla sua nuova funzione di sede didattica. Il portone principale e la porta a nord vennero chiusi e il cortile occupato con nuove aule. Nonostante gli stravolgimenti subiti, dalla planimetria è possibile ricostruire l’originale struttura aristocratica di Palazzo Boilleau, con una scala nobiliare e un ampio salone che corrispondono all'atrio d'ingresso del piano terra. La porta laterale a nord conduceva probabilmente ad ambienti, autonomi rispetto al nucleo principale, che erano destinati a uso locativo come testimoniato dalle denominazioni ricorrenti di fine Cinquecento: "casotta dello Stellino", "case dello Stellino", "casa del palazzotto dello Stellino".
Il portale principale conduceva in un ampio atrio, coperto da una volta a padiglione con lunette, che viene oggi utilizzato come aula. Da qui si accedeva alla scala a doppia rampa in pietra serena voltata a botte. 
(Ewa Karwacka Codini, Architettura a Pisa nel primo periodo mediceo, (2010).)
Nel 2014 è stata eseguita un'importante opera di restauro che ha interessato il cornicione sottogronda, le cornici, i timpani delle finestre, le fasce marcapiano, il balcone, i portali, i bugnati e il busto di Ferdinando I.

### Il busto di Ferdinando I de' Medici
Ferdinando I de' Medici, come altri illustri membri della famiglia de' Medici, fu un grande mecenate ed è per questo che le facciate di molte opere edilizie che egli finanziò presentano lo stemma della famiglia o un busto marmoreo raffigurante Ferdinando I. Nel caso di Palazzo Boilleau sulla facciata, in cima all'impianto centrale, è posto un busto marmoreo che fu commissionato al Giambologna e realizzato dal suo allievo e scultore Pietro Francavilla, mentre la nicchia d'ornamento fu scolpita dallo scalpellino Giovanni di Gismondo Gargiolli.

## Galleria d'immagini

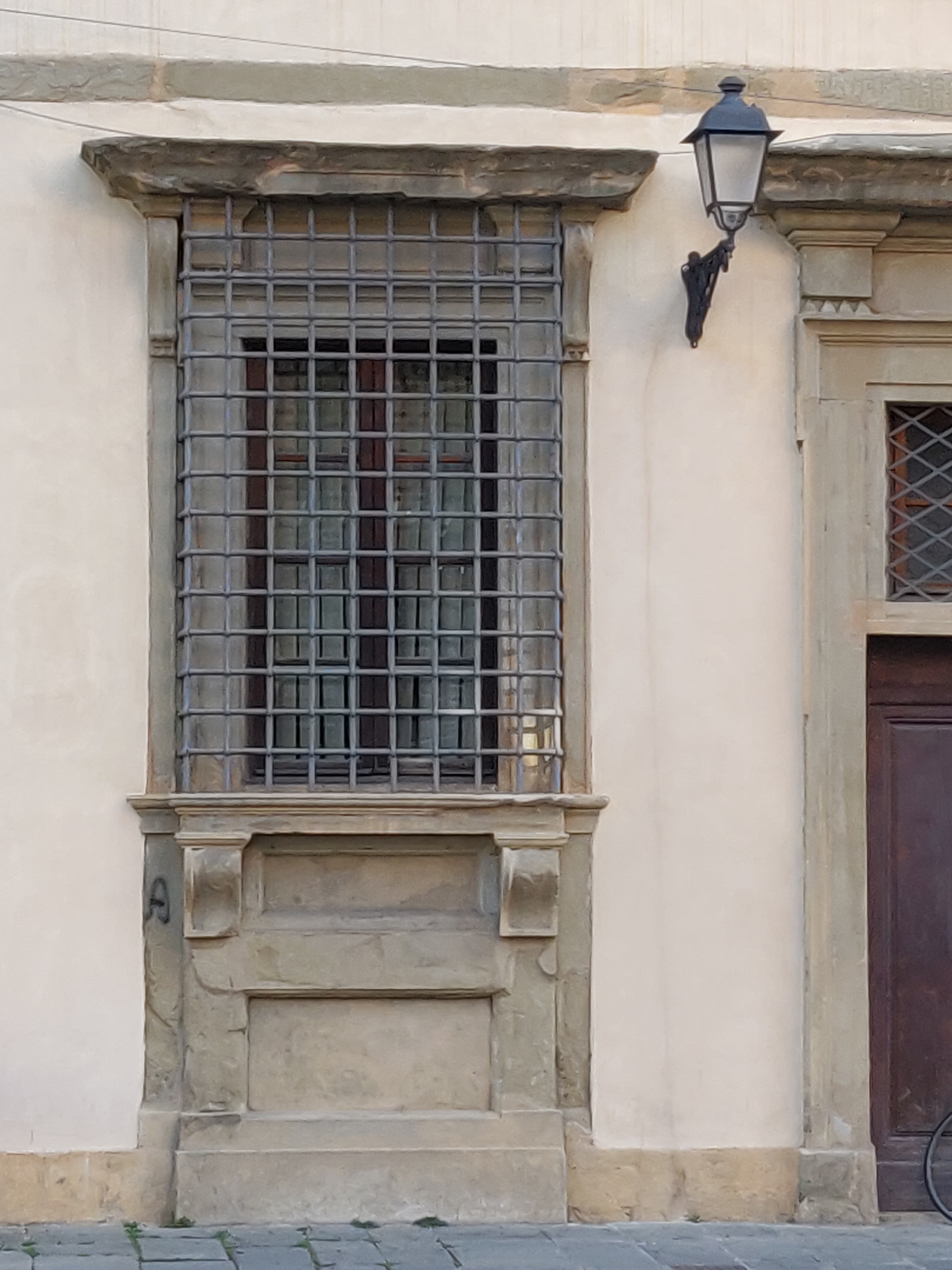
Finestra del piano terra
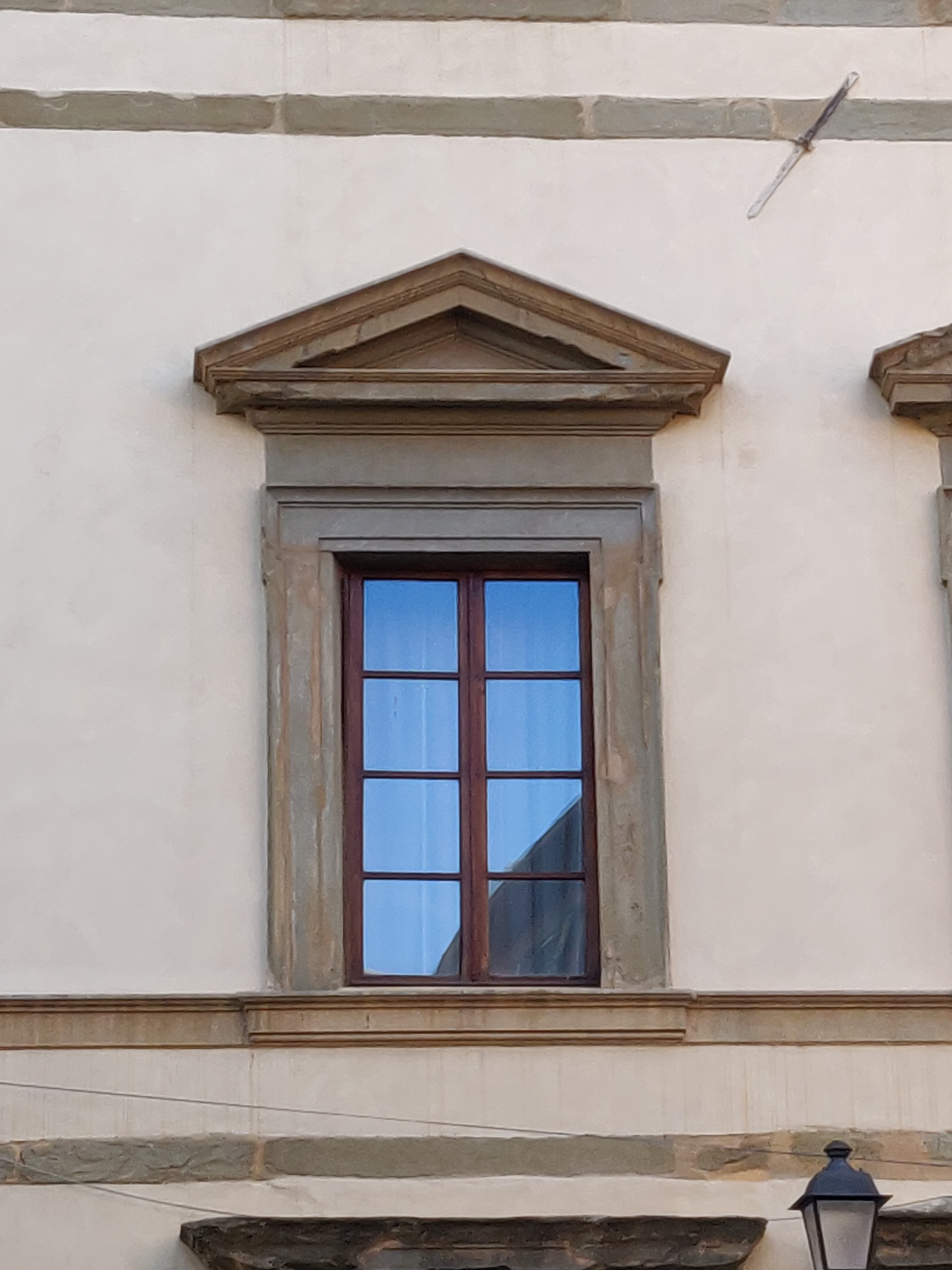
Finestra a edicola del secondo piano
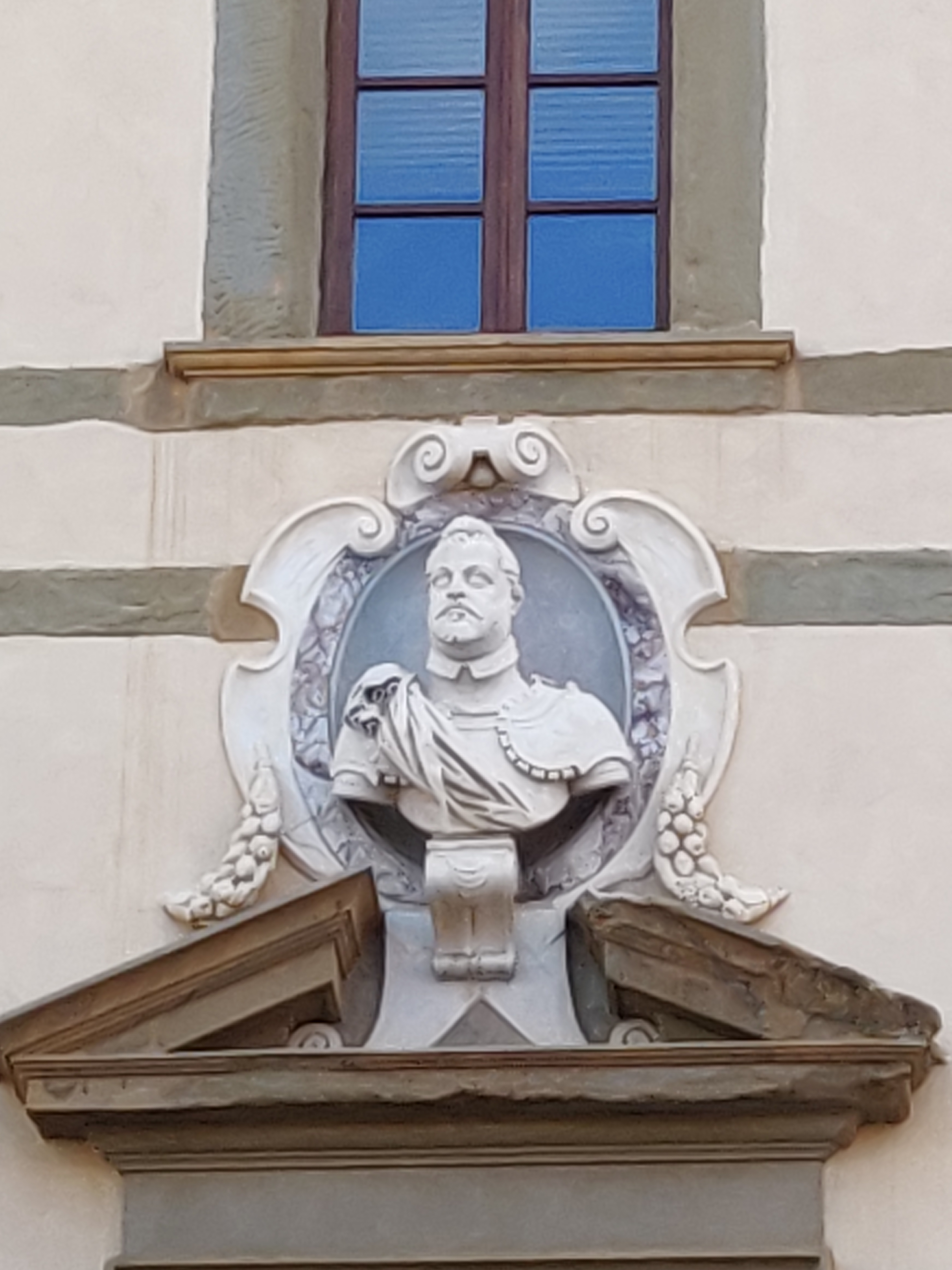
Busto Marmoreo di Ferdinando I de' Medici